# Atelierul poeților
Atelierul poeților(rusă Цех поэтов) era o asociație de poeți acmeiști ruși înființată de poetul Lev Gumiliov.